# Vårgurkspindel
Vårgurkspindel (Araniella inconspicua) är en spindelart som först beskrevs av Eugène Simon 1874.  Vårgurkspindel ingår i släktet Araniella och familjen hjulspindlar. Enligt den svenska rödlistan är arten nära hotad i Sverige. Arten förekommer i Götaland. Artens livsmiljö är skogslandskap. Inga underarter finns listade i Catalogue of Life.